# 1562 en arts plastiques
| Années des arts plastiques : 1559 - 1560 - 1561 - 1562 - 1563 - 1564 - 1565    |
| Décennies des arts plastiques : 1530 - 1540 - 1550 - 1560 - 1570 - 1580 - 1590 |

Cette page concerne l'année 1562 en arts plastiques.

## Œuvres

La chute des anges rebelles, de Pieter Brueghel l'Ancien.

## Naissances
- 28 janvier : Philippe Thomassin, graveur français et premier maître de Jacques Callot († 12 mai 1622),
- 2 février : Ippolito Buzzi, sculpteur italien († 23 février 1634),
- 17 avril :  Jerónimo Rodríguez de Espinosa, peintre espagnol († 1630),
- 6 mai : Pietro Bernini, sculpteur italien († 29 août 1629),
- ? : 
  - Giuseppe Bonachia, peintre et maître-céramiste italien († 1622),
  - Cornelis Cornelisz van Haarlem, peintre et dessinateur maniériste néerlandais († 11 novembre 1638),
  - Paolo Camillo Landriani, peintre italien († 17 septembre 1618),
  - Adam van Noort, peintre et dessinateur flamand († 1641).

## Décès
- 1er août : Virgil Solis, illustrateur et graveur allemand (° 1514),
- ? :
  - Francesco Beccaruzzi, peintre italien de l'école vénitienne (° 1492),
  - Frans Huys, graveur anversois (° 1522),
  - Martín Gómez le Vieux, peintre espagnol (° vers 1500),
  - Fermo Stella, peintre italien (° 1490),
  - Juan de Villoldo, peintre espagnol (° vers 1516).